# 和歌山県道33号南紀白浜空港線
和歌山県道33号南紀白浜空港線（わかやまけんどう33ごうなんきしらはまくうこうせん）は、南紀白浜空港から和歌山県田辺市に至る県道（主要地方道）である。

## 概要
南紀白浜空港と国道42号を連絡する重要な幹線道路として位置付けられており、第一次緊急輸送道路に指定されている。

### 路線データ
- 起点：和歌山県西牟婁郡白浜町才野（南紀白浜空港）
- 終点：和歌山県田辺市新庄町（田鶴交差点、国道42号・和歌山県道31号田辺白浜線交点）
- 路線延長：8.540 km（実延長）[3]

## 歴史
本路線は、道路法（昭和27年法律第180号）第7条の規定に基づき、一般県道として認定された南紀白浜空港線と堅田新庄線の一部を前身としている。同法第56条の規定に基づき、主要な都道府県道として1993年の第6次主要地方道指定時に両路線を併せて指定された。

### 年表
- 1993年（平成5年）5月11日
建設省（当時）が県道南紀白浜空港線および県道堅田新庄線の一部を南紀白浜空港線として主要地方道に指定[1]。
- 1994年（平成6年）4月1日
和歌山県が主要地方道として南紀白浜空港線を認定[4]。

## 路線状況
丘陵上にある南紀白浜空港から海岸沿いにある空港入口交差点までの区間は両側2車線ではあるが、多数のチャッターバーが埋め込まれているワインディングロードとなっている。当該区間について、空港の地下をトンネルで通過した北東側で分岐し、アドベンチャーワールド附近を経由して桃の木交差点に至り、藤島北交差点で再び合流する都市計画道路として全線が改良済みの白浜町道利用することで迂回可能である。
終点の田鶴交差点では、本路線から国道42号田辺バイパスの南紀田辺IC方面への渋滞緩和策としてレーンを増設する改良工事が2013年（平成25年）度までに完成した。

### 白浜道路
藤島交差点から終点の田鶴交差点は、本路線の一部を構成する旧堅田新庄線の区間である。この区間には白浜道路の通称があり、かつては同名の有料道路として日本道路公団が管理し、後に和歌山県が有料道路白浜有料道路として管理していた。1963年（昭和38年）12月28日に白浜道路として供用を開始し、1981年（昭和56年）6月1日に和歌山県に引き継がれた。その後、1993年4月1日より無料開放された。かつての料金所と管理事務所は田辺市新庄町にあり、跡地には記念碑が建立されている。

### 重複区間
- 和歌山県道31号田辺白浜線（西牟婁郡白浜町堅田・藤島交差点 - 空港入口交差点）

## 地理

### 通過する自治体
- 西牟婁郡白浜町
- 田辺市

### 交差する道路
- 和歌山県道31号田辺白浜線（西牟婁郡白浜町堅田・藤島交差点）
- 和歌山県道31号田辺白浜線（西牟婁郡白浜町堅田・空港入口交差点）
- 国道42号（田辺バイパス）・和歌山県道31号田辺白浜線（田辺市新庄町・田鶴交差点、終点）

### 沿線にある施設など
- 南紀白浜空港
- とれとれ市場南紀白浜